# Wolf Hanke
Wolf Hanke (geboren 18. Februar 1928 in Löwenberg in Schlesien; gestorben 5. November 2016 in Santander, Spanien) war ein deutscher Journalist, Theaterschauspieler, Hörspielsprecher und Auslandskorrespondent. Er war viele Jahre Chefredakteur beim Hessischen Rundfunk. 1961 baute er die Redaktion der Hessenschau auf.

## Leben und Werk
Gleich nach dem Krieg studierte Hanke an der Philipps-Universität in Marburg Biologie.
Beruflich zog es Hanke an die Theaterbühne. Er gründete das Marburger Schauspiel mit. Danach spielte er etliche Jahre am Staatstheater Kassel, unter anderem in den Rollen des Pylades in Iphigenie, des Ferdinand in Egmont oder des Leutnant Hartmann in Des Teufels General. Von Kassel ging es für zwei weitere Jahre an Berliner Bühnen.
Seine Laufbahn als Journalist, für die er der Bühne den Rücken kehrte, begann 1953 als Volontär beim Westdeutschen Tageblatt in Dortmund. Bevor er in Frankfurt am Main 1959 zum Hessischen Rundfunk wechselte, war er fünf Jahre Redakteur bei der Frankfurter Neue Presse. Als Fernsehjournalist war ihm die regionale Berichterstattung besonders wichtig. So baute er ab 1961 die Redaktion der Hessenschau auf, ein tägliches Regionalmagazin im Fernsehen.
Im Jahr 1963 wurde er Leiter der Hauptabteilung „Aktuelles und Zeitgeschehen“ und im Jahr 1966 Fernsehchefredakteur. Danach führte ihn sein journalistisches Schaffen 1974 als Korrespondent und ARD-Studioleiter nach Prag und in gleicher Position 1979 weiter ins ARD-Studio Madrid. Für die Sendung Madrid, Madrid, Madrid wurde er ausgezeichnet. Bis zu seiner Pensionierung im Januar 1994 arbeitete er für die ARD in Spanien.

## Auszeichnungen
- 1989: Im Rahmen des Adolf-Grimme-Preises den Preis der Marler Gruppe für Madrid, Madrid, Madrid
- 1989: Saure Gurke für Madrid, Madrid, Madrid

## Schriften (Auswahl)
- 1996: Madrid, Madrid, Madrid, Schöffling, Frankfurt am Main, ISBN 978-3-89561-550-4
- 2000: Moltke: Hommage an einen großen Preußen, Mittler, Hamburg/Berlin/Bonn, ISBN 978-3-8132-0687-6